# 大阪調理専門職短期大学
大阪調理専門職短期大学（おおさかちょうりせんもんしょくたんきだいがく）は、 大阪府泉大津市において2019年に設置計画のあった日本の私立専門職短期大学である。このページでは、学名は異なるが母体である学校法人と設置予定の場所が共通していた大阪専門職短期大学（おおさかせんもんしょくたんきだいがく）についても取り上げる。

## 概要
- 2017年12月21日、文部科学省に提出された設置認可の申請書類に記載がある。それによると、専門学校を大阪府内に3校東京都内に各2校を擁する学校法人村川学園[2]が、食育学科のみの単科短期大学として大阪府泉大津市において2019年の開学を目指していたことがうかがえる[1]。
- しかし、2018年 10月、不認可となり申請をとりさげた[3]
- 程なくして2018年11月、大阪専門職短期大学フードクリエイト学科として学名と学科名を変更して文部科学省に再び設置認可の申請を行う[4][5]
- ところが、こちらでも申請をとりさげとなり、2023年5月現在でも設置計画の目途はたっていない。

## 設置予定の学科

### 大阪調理専門職短期大学
- 食育学科 入学定員30名、2年次年入学定員5名[1]

### 大阪専門職短期大学
- フードクリエイト学科 入学定員33名[5]